# Jin posteriors
Els Jin posteriors (transcripció antiga Tsin posteriors o Heou Tsin) fou una efímera dinastia establerta al nord de la Xina durant Cinc Dinasties i Deu Regnes. El darrer emperador de la dinastia dels Tang posteriors, Li Congke, fou enderrocat el 936 pel general shato Shi Jingtang, amb l'ajut dels kitan de la dinastia Liao que van esdevenir el gran poder al nord de la Xina, i va fundar la dinastia dels Jin posteriors. Shi Jingtang era el gendre de l'emperador Tang Li Cunxu. El procés d'adaptació als costums xinesos dels turcs shato es va completar durant el seu regnat. La dinastia va perdre el Sichuan que havia estat dominat fins llavors i on es va establir la dinastia dels Shu posteriors, i la regió anomenada Setze prefectures (que incloïa la moderna Pequín i cap a l'oest en una amplada d'entre 100 i 150 km) que fou cedida als kitan, que li havien donat suport . A la mort de Shi Jingtang el 942 el va succeir el seu nebot Shi Chonggui, que va intentar aturar els seus tributs als Khitan, que el 943 van declarar la guerra i al cap de tres anys es van apoderar de la capital, Kaifeng, marcant el final de Jin posteriors el 947. Però tot i que havien conquerit vastes regions de la Xina, els Khitans no van poder o no volien controlar aquestes regions i es van retirar a principis de l'any següent.